# 哈利托諾夫定理
哈利托諾夫定理（Kharitonov's theorem）是控制理论中判斷动力系统穩定性理論的定理，此定理是用在無法得到系統參數的確切值，因此無法判斷穩定性（例如判斷所有根的實部都是負值）的情形下，哈利托諾夫定理用在系統係數只確定在一定範圍內的情形下，提供了針對區間多項式（interval polynomial）的穩定性判斷方式，而勞斯–赫爾維茨穩定性判據是針對一般的多項式。

## 定義
區間多項式是指以下的多項式族
{\displaystyle p(s)=a_{0}+a_{1}s^{1}+a_{2}s^{2}+...+a_{n}s^{n}}
其係數{\displaystyle a_{i}\in R}是在以下區間內的任意值
{\displaystyle l_{i}\leq a_{i}\leq u_{i}.}
一般會假設最高位係數不能為0：{\displaystyle 0\notin [l_{n},u_{n}]}.

## 定理
區間多項式穩定（也就是其中所有多項式都穩定）若且唯若以下四個「哈利托諾夫多項式」都穩定：
{\displaystyle k_{1}(s)=l_{0}+l_{1}s^{1}+u_{2}s^{2}+u_{3}s^{3}+l_{4}s^{4}+l_{5}s^{5}+\cdots }
{\displaystyle k_{2}(s)=u_{0}+u_{1}s^{1}+l_{2}s^{2}+l_{3}s^{3}+u_{4}s^{4}+u_{5}s^{5}+\cdots }
{\displaystyle k_{3}(s)=l_{0}+u_{1}s^{1}+u_{2}s^{2}+l_{3}s^{3}+l_{4}s^{4}+u_{5}s^{5}+\cdots }
{\displaystyle k_{4}(s)=u_{0}+l_{1}s^{1}+l_{2}s^{2}+u_{3}s^{3}+u_{4}s^{4}+l_{5}s^{5}+\cdots }
哈利托諾夫定理的特點是：只要確認四個多項式，就可以判斷其中所有的多項式是否都穩定。因此可以用勞斯–赫爾維茨穩定性判據或是其他方式判斷。相對於一般多項式的穩定性判斷，哈利托諾夫定理只要花四倍時間，就可以判斷區間多項式內的所有多項式是否穩定。
哈利托諾夫定理可用在鲁棒控制中，即使在因為测量误差、運作條件的變化、設備磨損等造成零件特性的變化時，系統仍然可以正常運作。